# Cirrhilabrus solorensis
Cirrhilabrus solorensis е вид лъчеперка от семейство Labridae.

## Разпространение
Видът е разпространен в Индонезия и Остров Рождество.